# Llista de reis de Tessalònica
Els reis de Tessalònica foren els sobirans varen governar el Regne de Tessalònica després de la Conquesta de la Constantinoble durant la Quarta Croada.

## Reis de Tessalònica
- 1204-1207: Bonifaci I de Montferrat (Bonifaci I de Tessalònica)
- 1207-1222: Demetri de Montferrat (Demetri I de Tessalònica)

El 1222 el Regne és conquerit per Teodor I Àngel-Comnè Ducas, Dèspota de l'Epir.

## Reis titulars pretendents de Tessalònica
- 1224-1230: Demetri de Montferrat (Demetri I de Tessalònica)
- 1230-1239: Frederic II del Sacre Imperi Romanogermànic (Frederic I de Tessalònica)
- 1239-1253: Bonifaci II de Montferrat (Bonifaci II de Tessalònica)
- 1253-1284: Guillem VII de Montferrat (Guillem I de Tessalònica)

El 1266, Balduí II de Constantinoble dona a Hug IV de Borgonya els drets sobre el Regne de Tessalònica, del qual ell es mantindrà com a sobirà.
- 1266-1271: Hug IV de Borgonya (Hug I de Tessalònica)
- 1273-1305: Robert II de Borgonya (Robert I de Tessalònica)
- 1305-1313: Hug V de Borgonya (Hug II de Tessalònica)

El 1313 Hug V de Borgonya cedeix el drets sobre el Regne de Tessalònica a son germà Lluís de Borgonya.
- 1313-1316: Lluís de Borgonya (Lluís I de Tessalònica)
- 1316-1320: Eudes IV de Borgonya (Eudes I de Tessalònica)

El 1320 Eudes IV de Borgonya ven els drets sobre el Regne de Tessalònica a Lluís I de Borbó. Aquest els revengué a Felip I de Tàrent, qui fou el darrer en titular-se rei de Tessalònica.
- 1320-1321: Lluís I de Borbó (Lluís II de Tessalònica)
- 1320: Felip I de Tàrent (Felip I de Tessalònica)